# 小行星6457
小行星6457（英語：6457 Kremsmunster）是一颗围绕太阳公转的小行星。1992年9月2日，卢茨·D·施耐德、佛蒙特·伯根在陶腾堡发现了此天体。
这颗小行星的绝对星等为259.8621744846206等。